# Hudební obětina
Hudební obětina (německy Musikalisches Opfer, BWV 1079) je spolu s Uměním fugy vrcholem barokní polyfonie a jedním z nejzávažnějších děl Johanna Sebastiana Bacha. Je to cyklus, který se skládá z tříhlasé a šestihlasé fugy, deseti kánonů a čtyřvěté triové sonáty pro příčnou flétnu, housle a generálbas.

## Vznik Hudební obětiny - První vydání skladby
Všechny tyto části vyrůstají z výrazného a pro polyfonní zpracování velmi náročného hudebního tématu, které Bachovi při jeho návštěvě u pruského královského dvora v Postupimi v květnu roku 1747 zadal k improvizaci král Bedřich Veliký (proto tzv. královské téma). Po návratu do Lipska se Bach k zadanému tématu vrátil a pracoval na něm dále, využívaje veškerých svých znalostí složitých technik kontrapunktu, které v té době již byly novou generací téměř zapomenuty. Práci dokončil 7. července téhož roku a dal dílo svým nákladem vyrýt do mědi a vytisknout.
Velkou péči věnoval Bach nejen grafické podobě tohoto vydání, ale i jeho vybavení vynalézavými komentáři a hříčkami: například počáteční písmena latinského záhlaví obou fug „Regis Iussu Cantio Et Reliqua Canonica Arte Resoluta“ („Na králův rozkaz je melodie a to ostatní provedeno kánonickým uměním“) tvoří slovo RICERCAR (z italského ricercare, tedy hledat, pátrat), kterým se označovaly tzv. obligátní, přísně tematické fugy. Podobně k hádankovému dvouhlasému kánonu je připojen komentář „Quaerendo invenietis“ („Hledajíce, naleznete“) a ke kruhovému kánonu připsal Bach „Ascendenteque Modulationis ascendat Gloria Regis“ („Tak jako stoupá modulace, ať stoupá i králova sláva.“).
Také notový text je v Hudební obětině v duchu starobylé kontrapunktické tradice převážně zaznamenán způsobem, jehož rozluštění vyžadovalo značné vědomosti v tomto oboru: jednotlivé části cyklu mají často podobu jen několika taktů jednohlasé melodie.

## Části Hudební obětiny
- Ricercar a 3 (Tříhlasý ricercar)
- Canon perpetuus super Thema Regium (Nekonečný kánon na královské téma)
- Canon a 2 violini in unisono (Kánon ve dvou houslích v unisonu s tématem v basu)
- Canon per Motum contrarium (Kánon v protipohybu)
- Canon per Augmentationem, contrario Motu (Kánon ve zvětšení a protipohybu)
- Canon circularis per tonos (Kruhový kánon po tóninách)
- Fuga canonica in Epidiapente (Kánonická fuga v horní kvintě)
- Canon perpetuus (Nekonečný kánon)
- Canon a 2 Quaerendo invenietis (Hádankový dvouhlasý kánon s převratem)
- Canon cancricans (Račí dvouhlasý kánon)
- Canon a 4 (Čtyřhlasý kánon)
- Sonata a flauto traverso, violino e basso continuo (Largo – Allegro – Andante – Allegro)
- Ricercar a 6 (Šestihlasý ricercar)

## Recepce
Podobně jako Bachovo Umění fugy inspirovala i Hudební obětina celé generace umělců (nejen hudebníků, ale např. i choreografů a malířů). Zřejmě nejvíce pozornosti vzbudila Webernova adaptace šestihlasého Ricercaru z r.1935. 
Řada struktur díla je i pro školeného posluchače sluchově jen obtížně postřehnutelná; teprve moderní audiovizuální média umožňují skladbu poslouchat a zároveň sledovat grafické znázornění jejích složitých struktur.

## Interpretace
Pro svou složitost byla Hudební obětina dlouho považována jen za teoretické kompendium umění kontrapunktu. Zároveň však přitahovala významné interprety zabývající se Bachovou hudbou a stala se pro ně prestižní záležitostí. Její souborné provedení je realizačně a interpretačně velmi náročné a objevuje se na koncertních pódiích dosud jen málo. 
Ve většině částí cyklu není uveden určitý nástroj či nástroje. Každé nastudování musí tedy optimálním způsobem vyřešit otázku instrumentace, realizace, ale např. i pořadí jednotlivých částí atd. Podrobně se touto problematikou zabývala řada hudebníků a hudebních teoretiků. Významná byla i práce českého flétnisty Milana Munclingera, který se svým souborem Ars rediviva Hudební obětinu také jako první v Československu a jeden z prvních v Evropě souborně nastudoval a dvakrát nahrál na gramofonové desky. První nahrávka byla uskutečněna pro Supraphon v r.1957 v obsazení: Milan Munclinger – flétna (také instrumentace a realizace), Stanislav Duchoň – oboe da caccia, Karel Bidlo – fagot, Jiří Baxa, Josef Vlach, Václav Snítil – housle, Jaroslav Motlík – viola, František Sláma – violoncello, František Pošta – violone, Viktorie Švihlíková – cembalo. Druhou nahrávku realizovala Ars rediviva v r.1966 (Milan Munclinger – flétna, Stanislav Duchoň – oboe da caccia, Karel Bidlo – fagot, Václav Snítil – housle, Jaroslav Motlík – viola, František Sláma – violoncello, František Pošta – violone, Josef Hála – cembalo).

## Významné komorní nahrávky na CD
Nahrávky jsou uspořádány chronologicky, u nejstarších jde většinou o CD reedici původního LP. Uvedeno je vždy jméno dirigenta nebo vedoucího nahrávky, v závorce název komorního orchestru nebo obsazení komorního ansámblu, dále jméno nahrávací společnosti a rok.
- Milan Munclinger (Ars rediviva: Stanislav Duchoň, Karel Bidlo, Jiří Baxa, Josef Vlach, Václav Snítil, Jaroslav Motlík, František Sláma, František Pošta, Viktorie Švihlíková), Supraphon 1957-9
- Karl Richter (+ Otto Büchner, Kurt Guntner, Siegfried Meinecke, Fritz Kiskalt, Hedwig Bilgram), DGG/Archiv Produktion, 1963
- Milan Munclinger (Ars rediviva: Stanislav Duchoň, Karel Bidlo, Václav Snítil, Jaroslav Motlík, František Sláma, František Pošta, Josef Hála), Supraphon 1966
- Gustav Leonhardt (The Kuijkens/Kohnen: Barthold Kuijken, Sigiswald Kuijken, Marie Leonhardt, Wieland Kuijken, Robert Kohnen), Sony Classical/Seon, 1974
- Neville Marriner (Akademie sv. Martina v polích), Philips, 1974-1978
- Reinhard Goebel (Musica Antiqua Köln), Archiv Produktion, 1979
- Davitt Moroney (+ Janet See, John Holloway, Jaap ter Linden, Martha Cook), Harmonia Mundi France, 1987
- Rjo Terakado (+ Masahiro Arita, Čijoko Arita, Tecuja Nakano, Rjo Terakado), Denon, 1994
- Sigiswald Kuijken (+ Barthold Kuijken, Weiland Kuijken, Robert Kohnen), Deutsche Harmonia Mundi, 1995
- Christian Benda (Capella Istropolitana: Nils-Thilo Kramaer, Ariana Pfister, Christian Benda, Sebastian Benda), Naxos, 1995
- Leipziger Bach-Collegium (Karl-Heinz Passin, Eberhard Palm, Manfred Otte, Siegfried Pank, Karl Heinz Bernstein), Capriccio, bez uvedení roku
- Monica Huggett (Ensemble Sonnerie: Sarah Cunningham, Gary Cooper, Wilbert Hazelzet, Paul Goodwin, Pavlo Beznosiuk, Frances Eustace), Virgin Classics Veritas, 1996
- Jordi Savall (Le Concert des Nations: Marc Hantai, Pierre Hantai, Manfredo Kraemer, Pablo Valetti, Bruno Coeset, Sergi Casademunt, Lorenz Duftschmidt), AliaVox, 2001

## Orchestrální nahrávky
- Hermann Scherchen (Rundfunk-Sinfonieorchesters Berlin), Edition RZ, 1949
- Yehudi Menuhin (Bath Festival Orchestra), EMI, 1961
- Karl Munchinger (Stuttgart Chamber Orchestra), Decca,1965-1976